# El rapto de las hijas de Leucipo
El rapto de las hijas de Leucipo es un cuadro del pintor flamenco Pedro Pablo Rubens. Se trata de una pintura al óleo sobre tabla, que mide 2,22 metros de alto y 2,09 m de ancho. Actualmente se conserva en la Alte Pinakothek de Múnich (Alemania).
En esta tela se representa un tema mitológico. Cástor y Pólux raptaron a las hijas de Leucipo. No obstante, no se supo que tal era el tema hasta que lo descifró el poeta Wilhelm Heinse en 1777 después de leer los «Idilios» de Teócrito.
Es un cuadro del principio de la carrera de su autor, de transición entre el renacimiento y el barroco.
La composición, como en el clasicismo, está calculada y equilibrada. Pero el movimiento, ascendente y en diagonal, construido por masas de color, es ya de un dinamismo típicamente barroco. 
En los opulentos desnudos se nota la influencia de la escuela veneciana. Los colores son cálidos y deslumbrantes.